# Turtle Power!
Turtle Power! är en singel från 1990, utgiven av Partners in Kryme. Den toppade den brittiska singellistan 1990. och användes på första Turtlesfilmens filmmusikalbum samt i TV-spelet Out of the Shadows från 2013.
Sångtexten nämner bland annat Raphael innehar ledarskapet, fastän rollen i alla varianter av Turtles innehafts av Leonardo.

## Singelns låtlista
1. "Turtle Power!" (singelversion)
2. "Turtle Power!" (albumversion)

## Listplaceringar
| Lista (1990)                                 | Topplacering |
| -------------------------------------------- | ------------ |
| Australien (ARIA)                            | 15           |
| Nederländerna (Mega Single Top 100)          | 40           |
| Nya Zeeland (RIANZ)                          | 7            |
| Schweiz (Swiss Music Charts)                 | 14           |
| Storbritannien (The Official Charts Company) | 1            |
| Sverige (Sverigetopplistan)                  | 19           |
| US Billboard Hot 100                         | 13           |
| US Hot R&B/Hip-Hop Songs (Billboard)         | 23           |
| Västtyskland (Media Control AG)              | 40           |

### Fotnoter
1. ↑  Caroline Westbrook (12 mars 2015). ”15 songs from the 90s that we can’t believe actually went to number one” (på engelska). Metro. http://metro.co.uk/2015/03/12/15-songs-from-the-90s-that-we-cant-believe-actually-went-to-number-one-5099232/. Läst 4 december 2015.
2. ↑  "Australian-charts.com - Partners in Kryme - Turtle Power!". ARIA Top 50 Singles. Hung Medien.
3. ↑  "Dutchcharts.nl - Partners in Kryme - Turtle Power!" (in Dutch). Mega Single Top 100. Hung Medien / hitparade.ch.
4. ↑  "Charts.org.nz - Partners in Kryme - Turtle Power!". Top 40 Singles. Hung Medien.
5. ↑  "Partners in Kryme - Turtle Power! swisscharts.com". Swiss Singles Chart. Hung Medien.
6. ↑  "Archive Chart" UK Singles Chart. The Official Charts Company.
7. ↑  "Swedishcharts.com - Partners in Kryme - Turtle Power!". Singles Top 60. Hung Medien.
8. ↑  "Partners in Kryme Album & Song Chart History" Billboard Hot 100 for Partners in Kryme. Prometheus Global Media.
9. ↑  "Partners in Kryme Album & Song Chart History" Billboard R&B/Hip-Hop Songs for Partners in Kryme. Prometheus Global Media.
10. ↑  "Musicline.de - Chartverfolgung - Partners in Kryme - Turtle Power!" (in German). Media Control Charts. PhonoNet GmbH.